# Puente de Sangüesa
El puente de Sangüesa, también conocido como puente de hierro, puente metálico o puente sobre el río Aragón es un puente de hierro que cruza el río Aragón a su paso por la localidad navarra de Sangüesa (España). Está construido en el lugar donde se situaba un puente medieval de piedra.
Se trata de uno de los bienes asociados al Camino de Santiago que España mandó a la Unesco en su dossier «Inventario Retrospectivo - Elementos Asociados» (Retrospective Inventory - Associated Components).
El puente original de piedra fue construido entre 1089 y 1093 por orden del rey Sancho Ramírez, y servía de paso entre Navarra y Aragón. Además del puente decidió construir la iglesia de Santa María la Real y un palacio. La posición del puente determinó, ya en 1222 con la repoblación de Sangüesa la Nueva, el trazado de la rúa Mayor de la localidad, que sirvió como punto de partida para la planificación de la ciudad. El puente medieval tenía siete arcos de medio punto, con el arco central de mayor tamaño, y con una longitud total de 120 metros.
El 16 de mayo de 1891 la Diputación Foral de Navarra y la Societé Anonyme de Construction et des Ateliers de Willebroeck de Bruselas llegaron a un acuerdo para la construcción de un nuevo puente de hierro. Se derribaron los tres arcos centrales de piedra y se sustituyeron por un puente de hierro de 67,70 m de luz, con dos vigas de celosía de 6,75 m de alto. El puente terminó de construirse el 15 de noviembre de 1891 y costó 89 000 francos. El puente ha sufrido varios arreglos menores y mantenimiento periódico y unas reparaciones en 1984.